# Mizuho Kusanagi
Mizuho Kusanagi (草凪みずほ?, Kusanagi Mizuho; Kumamoto, 3 febbraio 1979) è una fumettista giapponese.

## Biografia
Mizuho Kusanagi nasce il 3 febbraio 1979 nella prefettura di Kumamoto. Ha una sorella minore.
Ha lavorato come assistente di Yoko Matsushita.
Nel 2002 esordisce con il suo primo one-shot Goshin Kyōdai ga Yuku!? (御神兄弟がゆく!??), vincendo il premio come miglior autore esordiente al 27° Hakusensha Athena Newcomers' Awards. Nel 2003 debutta sulla rivista Hana to yume con il manga Yoiko no Kokoroe (よいこの心得?), dapprima pubblicato come one-shot e poi serializzato; grazie all'opera, la Kusanagi ha vinto alla 28ª edizione degli Hakusensha Athena Newcomers' Grand Prix Awards.
Successivamente ha iniziato la pubblicazione di altre opere shōjo sempre su Hana to yume, poi raccolte in tankōbon dalla Hakusensha. Tra queste ci sono Mugen Spiral (夢幻スパイラル?), pubblicata nel 2004, Game x Rush (ゲーム×ラッシュ?), pubblicata nel 2005, e NG Life (NGライフ?), serializzata dal 2006 al 2009.
Nel 2009 inizia la pubblicazione di Yona - La principessa scarlatta, che ha sancito il suo successo internazionale. La Kusanagi ha partecipato anche alla creazione della serie anime prodotta nel 2014 e ha curato i disegni della light novel nel 2015, entrambe tratte dal manga. A causa del terremoto di Kumamoto del 2016, la Kusanagi ha dovuto mettere in pausa il manga per un mese.

## Opere

### One-shot
- Goshin Kyōdai ga Yuku!? (2002)
- Kuro Orihime to Kawaki no ō (2009)
- Boku no Kotori-san (2014)

### Serie
- Yoiko no Kokoroe (2003-2007)
- Mugen Spiral (2004)
- Game x Rush (2005)
- NG Life (2006-2009)
- Yona - La principessa scarlatta (2009 - in corso)